# Mamestra straminea
Mamestra straminea är en fjärilsart som beskrevs av Failla 1890. Mamestra straminea ingår i släktet Mamestra och familjen nattflyn. Inga underarter finns listade i Catalogue of Life.